# Colletes schrottkyi
Colletes schrottkyi är en biart som beskrevs av Jörgensen 1912. Colletes schrottkyi ingår i släktet sidenbin, och familjen korttungebin. Inga underarter finns listade i Catalogue of Life.